# Yeonpyeong
Yeonpyeong (en coreano: 연평도) es una isla, junto a un grupo de otras pequeñas islas, de Corea del Sur, situada en el mar Amarillo. Se encuentra a unos 80 km al oeste de Incheon, la ciudad surcoreana peninsular más cercana; y a unos 12 km de la costa de la provincia de Hwanghae del Sur, en Corea del Norte. La isla principal, además del nombre de Yeonpyeong, también recibe el de isla de Daeyeonpyeong. Tiene un área de 7,01 km², y una población de 1.176 habitantes (año 1999). La otra isla habitada es la de Soyeonpyeong, con una reducida población, y un área de 0,24 km².
El conjunto de islas forma el distrito de Yeonpyeong-myeon, dentro del condado (gun) de Ongjin, en la ciudad metropolitana de Inchon.
Yeonpyeong se encuentra muy cerca de la frontera marítima entre las dos Coreas, y también está más cerca de la costa de Corea del Norte que de la de Corea del Sur. Debido a su situación geográfica, y la riqueza pesquera de sus aguas, es uno de los mayores puntos de tensión entre los gobiernos de ambos estados. Corea del Sur tiene establecidos 1000 soldados en la isla, y se han producido varios enfrentamientos navales, en 1999 y en 2002.
El 23 de noviembre de 2010, el ejército de Corea del Norte bombardeó Yeonpyeong, con decenas de proyectiles impactando en la isla y las aguas cercanas debido a las prácticas militares rutinarias que se estaban llevado a cabo cerca de la isla. El gobierno de Corea del Sur aseguró que sus armas no apuntaron en ningún momento hacia Corea del Norte. Como resultado dos civiles murieron y varios más resultaron heridos además, dos soldados de la Marina surcoreana murieron.